# Carlos Gaguim
Carlos Henrique Amorim, mais conhecido como Gaguim, (Ceres, 21 de abril de 1961) é um administrador de empresas e político brasileiro filiado ao União Brasil. Atualmente, exerce mandato de deputado federal do Tocantins, estado pelo qual é ex-governador.
É formado em administração de empresas e pós-graduado pela Escola Superior de Guerra e pela Universidade Federal do Tocantins.

## Biografia
Filho do  agricultor Ramiro José Amorim e da professora Ivoni Tomazini Amorim.
Casado com Rosane Rodrigues Pereira Amorim. É pai de 5 filhos: Rafaela Tomazini Rodrigues Pereira, Gabriela Tomazini Rodrigues Pereira, Tereza Cristina Guimarâes de Oliveira Amorim, André Felipe Izaguirre Crewe, Bruno Otávio Carrijo Silva Tomazini Amorim.

## Atuação política

### Início da carreira
Gaguim iniciou sua vida política em atividades sindicais, representativas de classe e associativas quando foi diretor-administrativo da STIUEG. Em 1986, candidatou-se a uma vaga no Parlamento Estadual de Goiás, ficando na suplência. Em 1988, com a criação do Estado do Tocantins, mudou-se para o município de Miracema, capital provisória do Estado. Em seguida, mudou-se para Palmas, sendo pioneiro, um dos primeiros moradores da nova capital, onde fundou o Partido Trabalhista Brasileiro – PTB, sendo o primeiro presidente municipal do PTB.

### Vereador (1992 - 1996)
Foi vereador de Palmas-TO de 1992 a 1996. Em 1996 foi eleito deputado estadual, exercendo mandato por 10 anos, e sua atuação como parlamentar se destaca pela luta para a industrialização do Estado. Algumas de suas vitórias são a implantação das empresas Votorantim, em Xambioá, Nova Era Silicon, em Araguanã e Itafós Mineradora, em Arraias.
A autoria dos projetos da criação dos programas Cheque Moradia e Governo Mais Perto de Você, além da luta pelo Plano de Cargos, Carreiras e Subsídios da Saúde, Educação e do Fisco.

### Deputado estadual (1998-2009)
Em 1998, foi eleito deputado estadual, exercendo mandato até 2009, período em que foi eleito presidente da Assembleia Legislativa de Tocantins entre 2007 e 2010.
Tomou posse como governador do estado do Tocantins após a cassação do então governador Marcelo Miranda e seu vice, Paulo Sidnei, pelo Tribunal Superior Eleitoral (TSE), exercendo o mandato no período de 2009 a 2010. Tentou a reeleição, sendo derrotado por Siqueira Campos no pleito de 2010 por uma diferença inferior a um ponto percentual.

### Deputado federal
Em 2014, foi eleito deputado federal. É membro efetivo da Comissão Mista de Orçamentos (CMO) e vice-presidente da Comissão da Agricultura, Pecuária, Abastecimento e Desenvolvimento Rural (CAPADR).
É um dos principais articuladores do processo de impeachment de Dilma Rousseff.
Em setembro de 2015, foi aprovado um requerimento de autoria de Carlos Gaguim que autoriza a realização de um seminário com o objetivo de discutir a implementação do programa de desenvolvimento da região do Matopiba, sendo o deputado secretário geral do referido programa.
Em dezembro de 2015, foi eleito presidente da Frente Parlamentar pela Administração.
Em novembro de 2015, deixa o PMDB e ingressa no recém-criado Partido da Mulher Brasileira (PMB). Em março de 2016 filiou-se ao Partido Trabalhista Nacional (PTN), e assumiu o comando do partido em Tocantins.
Após a renúncia de Eduardo Cunha à presidência da Câmara dos Deputados, Gaguim se candidatou ao cargo em julho de 2016, não sendo eleito.
Votou a favor da PEC do Teto dos Gastos Públicos. Em abril de 2017 foi favorável à Reforma Trabalhista. Em agosto de 2017 votou co96ntra o processo em que se pedia abertura de investigação do então presidente Michel Temer, ajudando a arquivar a denúncia do Ministério Público Federal.
Em Fevereiro de 2022, juntamente com o presidente Marcos Pereira, se filiará então ao REPUBLICANOS.

## Controvérsias

### Condenações pelo Poder Judiciário

#### O escândalo do Governo do Tocantins
O governador cassado que o antecedeu, Marcelo Miranda, condenado por improbidade administrativa. Durante ambas as gestões, não foi cumprida uma decisão judicial do Juizado da Infância e Juventude, mantida pelo Supremo Tribunal Federal após recurso da Procuradoria do Estado, que determinava a construção, na cidade de Araguaína, de um centro de medida socioeducativa destinado a jovens que cometessem infrações graves. A Justiça determinou a suspensão dos direitos políticos de Gaguim por até 5 anos, além do pagamento de multa de R$ 723 mil. O mesmo interpôs embargos de declaração, mas decisão foi mantida. Recorre em segunda instância. Processo esse que ainda não foi finalizado e o direito de ampla defesa está sendo exercido conforme é possível verificar no andamento processual no próprio site do Tribunal de Justiça.
Foi condenado à pena de inelegibilidade por 8 anos, a partir do pleito de 2010. De acordo com a denúncia, o parlamentar utilizou-se indevidamente do Instituto de Radiodifusão Educativa - Redesat para fazer propaganda a favor de si e contrária ao candidato adversário, valendo-se de ascendência detida no meio de comunicação por ser Governador do Estado e agindo com abuso de poder político. O parlamentar recorreu. Conseguiu, liminarmente, a suspensão da decisão de primeiro grau.
Ainda condenado por abuso de poder e conduta vedada à agente público. De acordo com a denúncia, Carlos Henrique Amorim utilizou do cargo público de governador para se autopromover visando à reeleição, o que configurou abuso de poder político e propaganda antecipada. O parlamentar teve propaganda em benefício próprio veiculada sob pretexto de propaganda institucional; prometeu benfeitorias e doou bens em caravana de propaganda governamental de caráter eleitoreiro; doou bicicletas por empresa particular à fundação Pioneiros Mirins em troca de apoio nas urnas; promoveu carreata de Policiais Militares no dia da convenção de seu partido; veiculou, em jornal de grande circulação, nota denegrindo o candidato adversário, paga com dinheiro público; teve gastos extrapolantes com propaganda; entre outras práticas abusivas. O parlamentar recorreu. Conseguiu, liminarmente, a suspensão da decisão de primeiro grau.

### Réu em acusações de improbidade administrativa
É réu em ações por improbidade administrativa ajuizadas pelo Ministério Público estadual. O 
parlamentar, então governador de Tocantins, é acusado de transferir imóveis públicos a empresas e a pessoa física sem o devido procedimento licitatório ou autorização legislativa. Dentre as empresas, estão a Gaugugi. Com Importação e Exportação Ltda., a N. D. Empreendimentos Imobiliários Ltda. e a CWF Locadora de Veículos Ltda. Além disso, causou prejuízo aos cofres públicos ao cobrar valores abaixo do preço do mercado. A Justiça deferiu o pedido de indisponibilidade dos bens dos réus. Processo esse que ainda não foi finalizado e o direito de ampla defesa está sendo exercido conforme é possível verificar no andamento processual no próprio site do Tribunal de Justiça.
Também é réu em ações por improbidade administrativa por transferir imóveis públicos à empresa SM - Parati Construção e Comércio Ltda. causando dano de cerca de R$ 25 mil aos cofres públicos, além de irregularidades na compra e venda de imóveis públicos por valores abaixo do preço do mercado, causando dano ao erário. A Justiça indeferiu o pedido de indisponibilidade de bens dos réus. A acusação alega irregularidades na compra e venda de imóveis públicos por valores abaixo do preço do mercado, causando dano ao erário. A Justiça indeferiu o pedido de indisponibilidade dos bens dos réus. Processo esse que ainda não foi finalizado e o direito de ampla defesa está sendo exercido conforme é possível verificar no andamento processual no próprio site do Tribunal de Justiça.

### Suspeitas de corrupção
Carlos Gaguim foi ainda acusado, em 2010, de integrar uma quadrilha no poder público durante seu mandato de governador do Tocantins com seu amigo lobista Maurício Manduca e o empresário José Carlos Cepera para desviar até um bilhão de reais. Para isso, segundo denúncias da imprensa, ele fraudava licitações e planejava terceirizar a maioria dos cargos públicos tocantinenses. Ele também teria distribuído 3 000 bicicletas a eleitores, durante a campanha de 2010 ao governo, que disputou. Gaguim declarou, no mesmo ano, que comete muitos pecados, e que, "se o mundo acabasse", ele iria "para o inferno". Em dezembro de 2013, no entanto, a acusação foi julgada improcedente. Processo esse que foi finalizado e o direito de ampla defesa exercido provando a inocência do acusado, conforme é possível verificar no andamento processual no próprio site do Tribunal de Justiça.
Em março de 2016, o Tribunal Superior Eleitoral rejeitou um pedido feito pelo Ministério Público Estadual do Tocantins para a cassação do mandato de deputado federal de Carlos Gaguim, 6+por um suposto envolvimento em um caso ocorrido em 2014 onde foi apreendida, em Piracanjuba, uma aeronave contendo dinheiro e material de campanha do então candidato. Processo esse que ainda não foi finalizado e o direito de ampla defesa está sendo exercido conforme é possível verificar no andamento processual no próprio site do Tribunal de Justiça.

### Impunidade a políticos acusados de assassinato
Em 10 de abril de 2024, Carlos Gaguim (UNIÃO-TO) foi um dos deputados federais que votou no plenário da Câmara dos Deputados em favor da soltura do deputado Chiquinho Brazão que é acusado pela Polícia Federal de ser mandante do assassinato da ex-vereadora carioca Marielle Franco e, também, de possuir vínculos com organizações criminosas milicianas do Rio de Janeiro. Esta decisão de ser contrária à prisão de um deputado federal acusado de assassinato e que foi considerado como perigoso para a Justiça Brasileira foi tomada por todos os membros do partido União Brasil.